# Río Sabogal
El río Sabogal es un río de Costa Rica, perteneciente a la subvertiente norte de la vertiente del Mar Caribe. Es uno de los afluentes principales del río Frío. Su principal afluente es el río Purgatorio. Su curso discurre en dirección sur a norte principalmente por el cantón de Los Chiles, de la provincia de Alajuela, en la parte noroeste del país, a 140 km al noroeste de la capital San José.
Un clima tropical de monzón prevalece en la región. La temperatura media anual en la zona es de 23 °C . El mes más caluroso es abril, cuando la temperatura media es de 24 °C y el más frío es diciembre, con 22 °C. El promedio de precipitación anual es de 2763 milímetros. El mes más lluvioso es octubre, con un promedio de 397 mm de precipitaciones , y el más seco es marzo, con 40 mm de lluvia.